# Bahnstrecke Kars–Naxçıvan
Die Bahnstrecke Kars–Naxçıvan ist eine geplante, internationale Bahnverbindung von der Türkei nach Aserbaidschan.

## Geografische Lage
Naxçıvan ist die Hauptstadt der Autonomen Republik Nachitschewan, einer zu Aserbaidschan gehörenden Exklave, die vom Hauptteil des Landes durch Armenien getrennt ist. Die einzige Bahnstrecke, die beide Landesteile verband, war die Bahnstrecke Ələt–Culfa, die am Nordufer des Aras, aber über armenisches Gebiet verlief und auf der der Betrieb seit 1989 ruht.
Kars ist seit 1990 die östliche Betriebsspitze des türkischen Eisenbahnnetzes, nachdem der Streckenabschnitt nach Gjumri als Folge der Grenzschließung zwischen der Türkei und Armenien nicht mehr befahren wird. Kars ist zugleich Ausgangspunkt für die Bahnstrecke Kars–Tiflis, die über Georgien und die Verbindung Kars–Tiflis–Baku nach Aserbaidschan führt.
Der Oberlauf des Aras bildet auf eine längere Strecke die Grenze zwischen Armenien im Nordosten und der Türkei im Südwesten. Weiter flussabwärts grenzt auf einer Strecke von wenigen Kilometern die Türkei an Nachitschewan, bevor im weiteren Verlauf des Flusses dieser die Grenze zwischen Nachitschewan und dem Iran bildet. Es ist die einzige Stelle, an der sich Aserbaidschan und die Türkei direkt berühren.

## Vorgeschichte
Aserbaidschan und die Türkei fühlen sich aufgrund ähnlicher Kultur und Sprache verbunden. Zwischen diesen beiden Staaten und Armenien herrscht nach Genozid und einer Reihe von Kriegen dagegen Erbfeindschaft – Armenien verlor zuletzt den Krieg um Bergkarabach 2020 und im September 2023 eroberte Aserbaidschan das Gebiet vollständig zurück. Somit besteht in Aserbaidschan und der Türkei ein großes Interesse an Verkehrsverbindungen, die Armenien umgehen.

## Vorbereitung
Anlässlich eines Staatsbesuchs des türkischen Präsidenten Recep Tayyip Erdoğan in Nachitschewan unterzeichneten er und der Gastgeber, Präsident İlham Əliyev, am 25. September 2023 eine Absichtserklärung zum Bau der Bahnstrecke Kars–Naxçıvan, die den kurzen gemeinsamen Grenzverlauf südlich von Aralık nutzen soll, um dort die Grenze zwischen beiden Staaten parallel zur Europastraße 99 zu queren. Die Streckenlänge soll 224 km betragen. Zu der technischen Ausführung, etwa ob der Bau in russischer Breitspur, die die Aserbaidschanische Staatsbahn verwendet, oder in der von der türkischen Eisenbahn verwendeten Normalspur erfolgen und wo der auf jeden Fall erforderliche Spurwechsel stattfinden soll, wurde dabei offensichtlich noch keine Absprache getroffen. Die Strecke soll 2028 fertiggestellt sein.